# Barrage de Haizuka
 (octobre 2023).
Le barrage de Haizuka (灰塚ダム) est un barrage situé à Shōbara dans la préfecture de Hiroshima, au Japon.

## Construction
La construction du barrage, s'est étalée sur 36 ans de 1974 à 2006 à la suite d'interruptions - notamment liées à des mouvements anti-construction.

## Projet artistique
La finalisation du barrage en 2006 a donné lieu à un projet artistique éphémère mené par PH Studio : la construction d'un bateau de 60 mètres avec des arbres coupés sur la zone qui allait être inondée par le nouveau lac de retenue du barrage. L'objectif était que le bateau s'élève progressivement grâce à la montée des eaux et se pose sur une montagne. Le projet a été documenté dans un long métrage intitulé Fune, yama ni noboru, réalisé par Takayoshi Honda.